# Scène de vie
Scène de vie è il secondo album in studio della cantante francese Patricia Kaas, pubblicato nel 1990.

## Tracce
1. Générique (Thème Montmajour) (instrumental) – 1:00
2. Les mannequins d'osier – 3:51
3. L'heure du Jazz – 3:59
4. Où vont les cœurs brisés – 3:22
5. Regarde les riches – 3:41
6. Les hommes qui passent – 3:46
7. Bessie – 4:07
8. Tropic Blues Bar – 4:00
9. À l'enterrement de Sidney Bechet – 3:07
10. Kennedy Rose – 3:21
11. Une dernière semaine à New York – 3:04
12. Patou Blues – 3:51
13. Générique (Thème Montmajour) (orchestral) – 1:00